# Voltinia cebrenia
Voltinia cebrenia is een vlindersoort uit de familie van de prachtvlinders (Riodinidae), onderfamilie Riodininae.
Voltinia cebrenia werd in 1873 beschreven door Hewitson.